# Bisdom Abancay
Het bisdom Abancay (Latijn: Dioecesis Abancaiensis) is een rooms-katholiek bisdom met als zetel Abancay, in Peru. Het bisdom is suffragaan aan het aartsbisdom Cuzco. 

## Geschiedenis
Het bisdom werd opgericht op 28 mei 1958, uit delen van de het aartsbisdom Cuzco. 

## Parochies
Het bisdom had in 2020 een oppervlakte van 12.950 km2 en telde 377.700 inwoners waarvan 93,7% rooms-katholiek was.

## Bisschoppen
- Alcides Mendoza Castro (5 december 1962 - 12 augustus 1967; hulpbisschop sinds 28 april 1958)
- Enrique Pélach y Feliú (20 juni 1968 - 1 december 1992)
  - Juan Antonio Ugarte Pérez (hulpbisschop: 18 augustus 1983 - 18 oktober 1986)
- Isidro Sala Ribera (1 december 1992 - 20 juni 2009; hulpbisschop sinds 18 oktober 1986, coadjutor sinds 7 april 1990)
- Gilberto Gómez González (20 juni 2009 - heden; hulpbisschop sinds 22 december 2001)

Cuzco (aartsbisdom) · Abancay · Chuquibambilla (territoriale prelatuur) · Sicuani